# Коваль Ігор Георгійович
Ігор Георгійович Коваль (нар. 6 квітня 1964, місто Донецьк) — український діяч, виконувач обов'язків голови Донецької обласної ради (2014—2017 рр.).

## Життєпис
У 1987 році закінчив Донецьке вище військове політичне училище інженерних військ та військ зв'язку. Здобув фах інженера зв'язку.
У 2009 році закінчив Донецький національний університет. Навчався на спеціальності економіка підприємства.
Член Партії регіонів.
26 квітня 2006 — 24 квітня 2014 року — заступник голови Донецької обласної ради (5-е та 6-е скликання).
24 квітня 2014 — 24 лютого 2017 року — виконувач обов'язків голови Донецької обласної ради.